# La Concordia (canton)
La Concordia est un canton d'Équateur situé dans la province de Santo Domingo de los Tsáchilas. Sa capitale est la ville de La Concordia.

## Politique
Le canton est situé entre les provinces d'Esmeraldas et de Santo Domingo de los Tsáchilas. Des élections sur l'appartenance à l'une de ces deux provinces ont eu lieu le 5 février 2012. La résolution finale était de faire partie de la province de Santo Domingo de los Tsáchilas, devenant ainsi le 2e canton de cette province.